# Arrade leucocosmalis
Arrade leucocosmalis là một loài bướm đêm thuộc họ Erebidae. Loài này có ở Victoria, Úc.
Sải cánh dài khoảng 20 mm.

## Hình ảnh

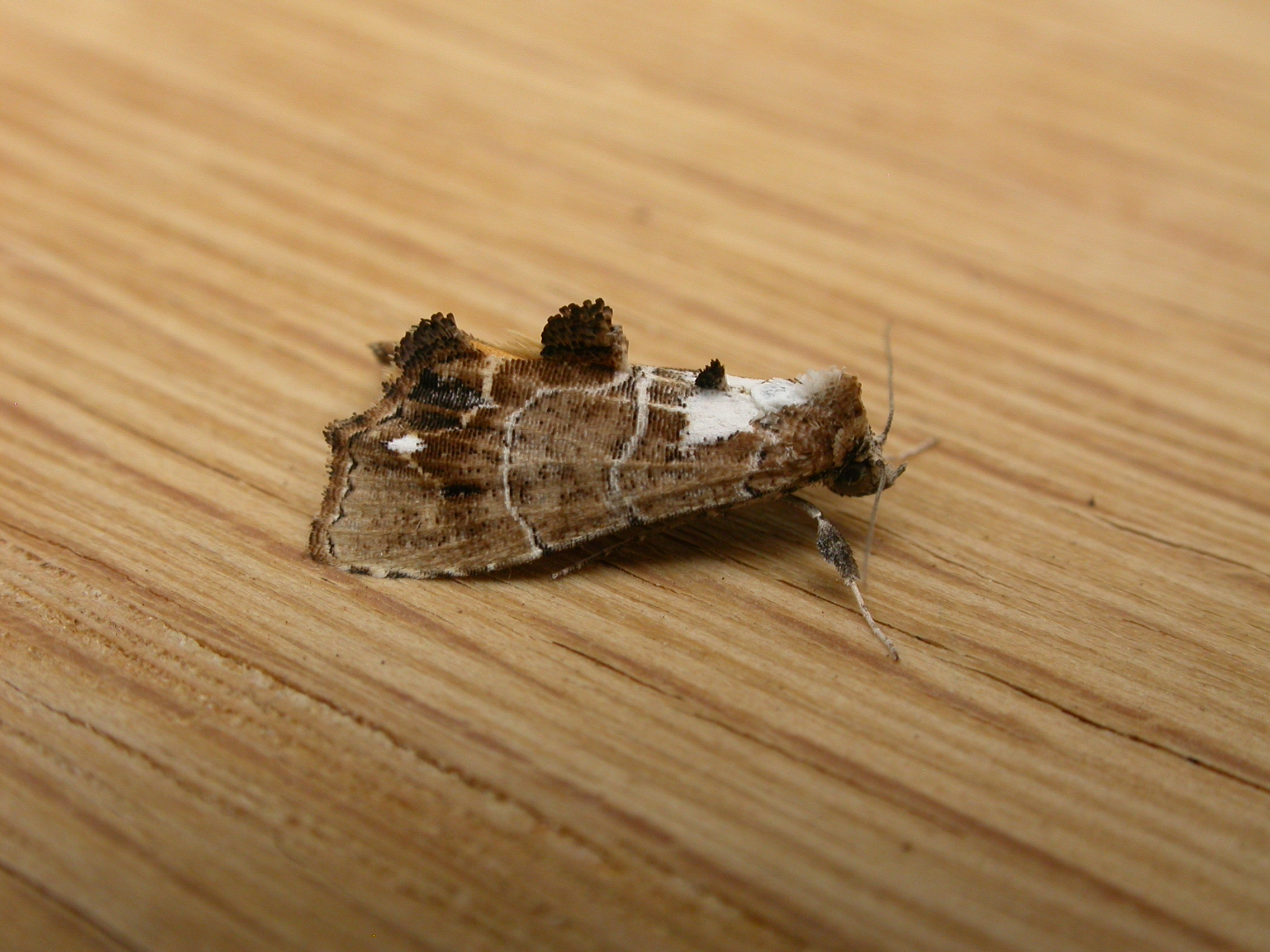